# Доброго ранку, В'єтнаме
«Доброго ранку, В'єтнаме» (англ. Good Morning, Vietnam) — американський фільм режисера Баррі Левінсона 1987 року з Робіном Вільямсом в головній ролі.

## Сюжет
1965 рік. Рядовий ВПС США, радіоведучий Едріан Кронауер, прибуває до В'єтнаму, щоб зайняти місце на американській військовій радіостанції в Сайгоні. З його появою програма «Доброго ранку, В'єтнаме» перестає існувати для форми й починає мовити для слухачів. Замість рутинних і нудних повідомлень і заїжджених платівок із динаміків тепер звучить гумор на межі фолу і заводний рок-н-рол. Кронауер висміює всіх і вся, але часом його жарти – лише спосіб показати справжнє обличчя війни. При цьому на дозвіллі найпопулярніший радіоведучий у Сайгоні залицяється до дівчини-в'єтнамки. Чи потрібен такий співробітник на військовому радіо? Солдатам – так, а ось начальству – ні.

## У ролях
- Робін Вільямс — Едріан Кронавер, рядовий ВПС США
- Форест Вітакер — Едвард Монтеск'є «Едді» Ґарлік
- Танг Тан Тран — Туан
- Чінтара Сукапатана
- Бруно Кербі — лейтенант Стівен Гавк
- Роберт Вул — Марті Лі Дрейвіц
- Джей Ті Волш — Філіп Дікерсон
- Ноубл Віллінґем

## Нагороди
Стрічка належить до 100 найсмішніших американських фільмів за 100 років за версією AFI.
| Рік  | Премія         | Категорія                                                   | Результат |
| ---- | -------------- | ----------------------------------------------------------- | --------- |
| 1988 | Золотий глобус | Найкраща чоловіча роль (комедія або мюзикл) — Робін Вільямс | Перемога  |
| 1988 | Оскар          | Найкращий актор — Робін Вільямс                             | Номінація |
| 1989 | БАФТА          | Найкраща чоловіча роль — Робін Вільямс                      | Номінація |
| 1989 | БАФТА          | Найкращий звук                                              | Номінація |